# Großvenediger

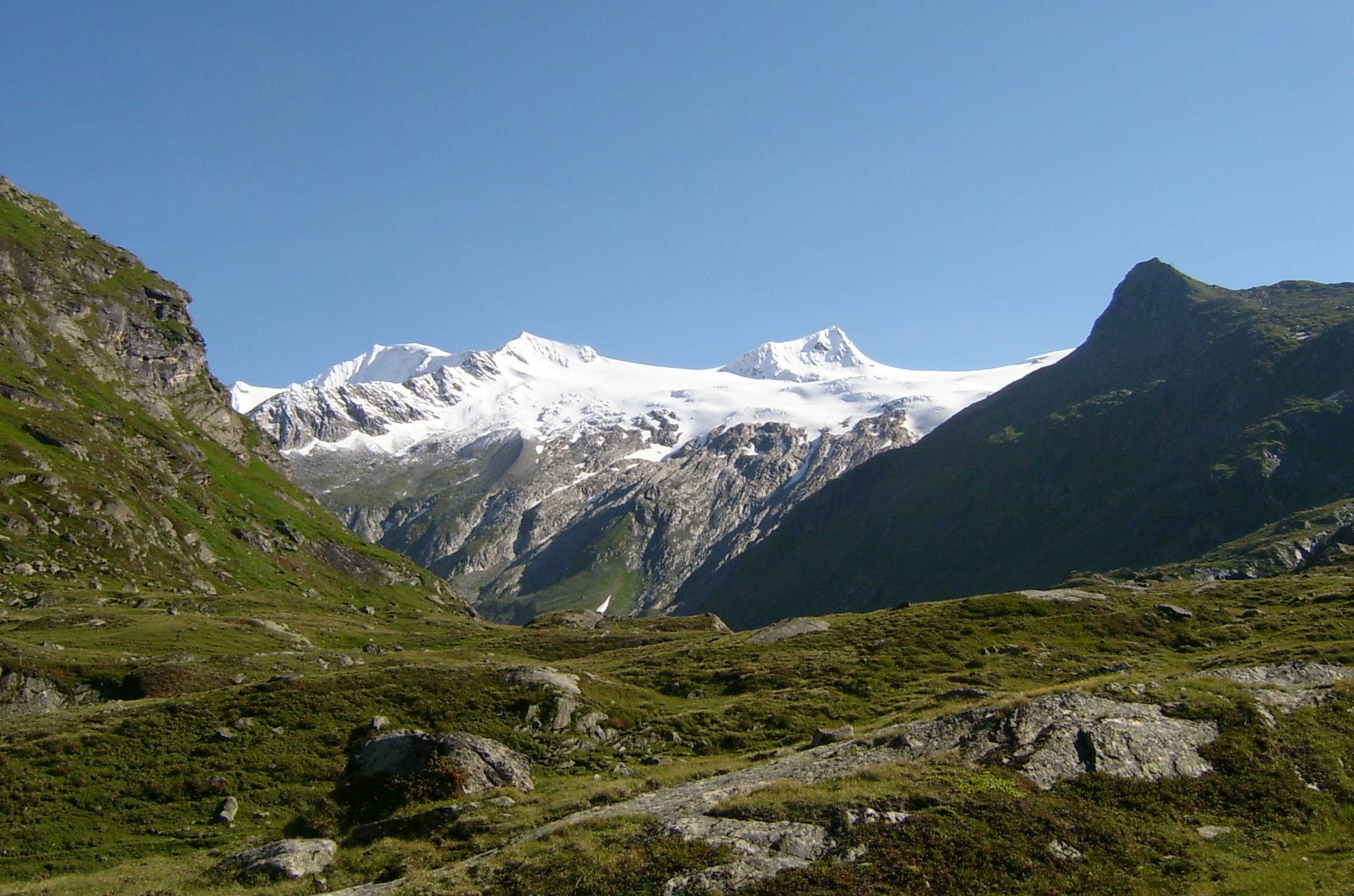
W oddali: Großvenediger (po lewej), Hohes Aderl (w środku) i Rainerhorn (po prawej)

Großvenediger ([ˈɡʀoːsveˌneːdɪɡɐ]ⓘ, także Grossvenediger, Gross Venediger, 3657 m n.p.m.) – czwarty co do wysokości szczyt Austrii, położony w masywie Wysokich Taurów należących do Alp Centralnych.

## Topografia
Großvenediger leży w grani głównej Wysokich Taurów, oddzielającej położoną na północy, równoleżnikowo zorientowaną dolinę Pinzgau od Matrei położonej na południu we Wschodnim Tyrolu. Großvenediger jest drugim pod względem wysokości szczytem Wysokich Taurów, a zarazem najwyższym położonym w ich grani głównej.
W dosłownym tłumaczeniu nazwa szczytu oznacza Wielki Wenecjanin. Pochodzenie tej nazwy nie jest jasne. Jest ono zapewne związane z nazwą Wenecji (niem. Venedig). Według jednej z hipotez do południowych jego stoków mieli dawniej docierać kupcy weneccy. Według alternatywnej hipotezy nazwa szczytu pochodzi stąd, że przy bardzo dobrej przejrzystości powietrza miałby on być widoczny z odległej o 185 km Wenecji, co jednak nie znajduje potwierdzenia w faktach.

## Geologia
Großvenediger jest zbudowany ze skał metamorficznych, głównie z tzw. gnejsu centralnego (niem. Zentralgneis), tworzącego rdzeń Alp Centralnych. Gnejsy te ujawniają się w tzw. Tauryjskim Oknie Tektonicznym, w którym spod osadowych i częściowo krystalicznych skał Alp Centralnych odsłaniają się niezgodnie leżące po nimi gnejsy centralnie. W otoczeniu szczytu wyraźne są formy rzeźby lodowcowej, a procesy tworzące je aktywne są do chwili obecnej. Zarówno północne, jak i południowe stoki szczytu, a także sam jego wierzchołek pokryte są lodowcami. Lodowce wypełniają też wielkie, wyżłobione przez nie kotły znajdujące się zarówno po północnej, jak i południowej stronie szczytu.

## Turystyka
Pomimo znacznej wysokości Großvenediger jest dostępny zarówno od strony północnej jak i południowej.
Najłatwiejsza droga prowadzi od strony południowej. Punktem wyjścia jest schronisko Defreggerhaus. Droga biegnie łagodnie nachylonym lodowcem. Ze względu na obecność szczelin wymagane jest użycie sprzętu alpinistycznego (czekan, raki, lina). Czas wejścia ze schroniska na szczyt wynosi około 3 h.
Znacznie ciekawsza, choć nieco trudniejsza jest droga prowadząca od północy. Ze względu na duże różnice wysokości widziany stąd szczyt robi imponujące wrażenie. Od strony północnej punktem wyjścia jest schronisko Kürsingerhütte, do którego dotrzeć można z miejscowości Neukirchen. Droga prowadzi lodowcem na przełęcz Venedigerscharte, położoną między głównym wierzchołkiem a położonym na wschód od niego mniej wybitnym szczytem Kleinvenediger. Z przełęczy wchodzi się na główny wierzchołek jego wschodnią granią. Podczas zejścia można także odwiedzić nietrudno dostępny z przełęczy Kleinvenediger (wejście na niego z przełęczy zajmuje około 10 min). Droga ze schroniska na szczyt niemal w całości ma charakter lodowy. Ze względu na obecność licznych szczelin w lodzie wymagane jest zastosowanie sprzętu alpinistycznego (czekan, raki, lina). Różnica poziomów między schroniskiem a wierzchołkiem wynosi około 1200 m. Wejście trwa około 4 godzin, zejście około 3 godzin.
Przy pięknej pogodzie z wierzchołka roztacza się wspaniała panorama.